# Колвин (Пенсилванија)
Колвин (енгл. Colwyn) град је у америчкој савезној држави Пенсилванија.

## Демографија
По попису из 2010. године број становника је 2.546, што је 93 (3,8%) становника више него 2000. године.
| Група             | 2000.         | 2010.         |
| Белци             | 1.041 (42,4%) | 395 (15,5%)   |
| Афроамериканци    | 1.279 (52,1%) | 2.040 (80,1%) |
| Азијати           | 24 (1,0%)     | 19 (0,7%)     |
| Хиспаноамериканци | 40 (1,6%)     | 42 (1,6%)     |
| Укупно            | 2.453         | 2.546         |